# 東陂戰役
東陂戰役发生于1933年3月下旬，地点则是在中国江西宜黄县东陂。是第四次反围剿战争期间重要战役之一，交战一方为中华民国国民革命军，另一方则为中国共产党所领导之中国工农红军。
东陂战役是中共方面对在东陂地区一系战斗的总称，又称东陂大捷。国军方面将3月20日－25日發生於東陂霹靂山的战斗称之为東陂霹靂山戰鬥。21日在东陂草台岗的战斗，则称为草台岗战斗。

## 遗迹
- 红一方面军总部会议旧址，位于东陂镇黄柏岭村，原为徐氏宗祠[1][2]。列为宜黄县文物保护单位。